# Metopostigma polonicum
Metopostigma polonicum är en tvåvingeart som först beskrevs av Johann Andreas Schnabl 1884.  Metopostigma polonicum ingår i släktet Metopostigma och familjen fritflugor. Inga underarter finns listade i Catalogue of Life.